# Ibrahim Najjar
Ibrahim Najjar est un juriste et un homme politique libanais.

## Son parcours

### Biographie
Ibrahim Najjar est un avocat, professeur, politicien et ancien ministre de la justice libanais entre 2008 et 2011.
Né le 2 septembre 1941 à Tripoli, Liban-Nord, il appartient à la communauté libanaise grecque-orthodoxe. Il est marié à Marie-Rose née Chamoun et père de : Nathalie, Serge, Cyrille.
Études : Sœurs de la Charité de Tripoli, Collège Saint Elie, Collège Saint Joseph d’ANTOURA (interne entre 1951 et 1957), Lycée français de Beyrouth, Faculté de Droit de l’Université Saint Joseph, Faculté de Droit de Paris.

### Parcours politique
Ibrahim Najjar est proche du mouvement du 14 Mars ainsi que du mouvement des forces libanaises. Anciennement membre du parti Kataeb, il fonde et dirige son mouvement estudiantin dans les années 1960 ; il prend la tête du régional Kataeb de la région du Koura de 1973 à 1978. Najjar fut proche de Pierre Gemayel ainsi que des anciens présidents Bechir et Amine Gemayel. Il fut membre du bureau politique Kataeb dans les années 1970 et 80.
Membre de la Commission chargée de la réforme constitutionnelle - en qualité de représentant du Parti Kataeb et de la communauté grecque-orthodoxe (1984 - 1985) - qui a rédigé le préambule et le titre premier de la Constitution, validés et ajoutés à la constitution libanaise par la réforme constitutionnelle de 1990.
En Juillet 2008, les « Forces Libanaises », ainsi que leur leader Samir Geagea, désignent Najjar pour les représenter à la tête du Ministère de la justice au sein du gouvernement Fouad Siniora. Le mandat de Najjar fut reconduit en 2009 à la tête du même ministère, par Saad Hariri.
Najjar a proposé de nombreux projets de loi (détention arbitraire, droits de l'homme, droit successoral, nationalité libanaise pour les libanais ayant des ascendants d'origine libanaise, transformation du ministère de la justice en ministère des libertés et des droits de l'homme, lois de procédure judiciaire,etc....). Deux permutations judiciaires globales furent conduites par lui en 2009 et en 2010 après avoir été gelées pendant des années; de même que les salaires des magistrats furent doublés en 2011 à son initiative, grâce à une proposition de loi, afin de mettre à niveau leur statut Il a assuré aussi le suivi et la mise en place de conventions de coopération et de coordination avec le tribunal spécial pour le Liban, ainsi que la conclusion d'accords bilatéraux de coopération judiciaire avec plusieurs pays européens, notamment la France, et arabes. Najjar présenta également un rapport en 2010 dans l'affaire appelée des "faux témoins" de l'assassinat de l'ancien premier ministre Rafic Hariri.

## Situation universitaire et professionnelle
Najjar est depuis 1966, professeur de droit à l'Université Saint-Joseph de Beyrouth et professeur invité dans plusieurs universités françaises ou américaines, notamment à Paris 2 (Panthéon Assas), Paris 1 (Panthéon Sorbonne), Toulouse, Nantes, où il intervient comme professeur invité de droit civil en master 2. Il a étudié le droit à l'Université Saint-Joseph puis a poursuivi ses études à l'Université Paris en France.
Depuis le 29 juin 2016, Najjar est professeur émérite à la Faculté de droit et des sciences politiques de l'Université Saint-Joseph de Beyrouth.
En juin 2017, il est désigné comme président de la Commission de discipline auprès du Tribunal Spécial pour le Liban. Le 21 juin 2019 ce mandat fut reconduit pour une nouvelle période de deux ans.
Ibrahim Najjar est l'auteur d'une thèse importante (1966) sur les "droits potestatifs" en droit français, et de deux ouvrages exhaustifs sur le droit de la famille au Liban ("Les Successions" et "Les Libéralités"). Il est aussi l'auteur du « Dictionnaire juridique (Français-Arabe / Arabe- Français) » et de nombreux articles publiés en France dans la célèbre encyclopédie Dalloz (rubriques Donation, Donation entre époux, Libéralités - en trois sous-rubriques, Pacte sur succession future), ainsi que dans le recueil périodique « Dalloz » et la « Revue trimestrielle de droit civil » (1976-2000) - dont il reste le correspondant au Liban. Les travaux juridiques de Najjar ont inspiré et orienté deux réformes majeures du code civil en matière de contrats (en 2016) et de successions (en 2006).
Najjar est le fondateur et rédacteur en chef de la « Revue libanaise de l'arbitrage arabe et international » depuis 1996. Cette revue a déjà publié 90 volumes trilingues, et couvre l'actualité du droit de l'arbitrage dans le monde arabe et au Liban. Il a dirigé aussi la « Revue Proche Orient - Études juridiques » de l'Université Saint-Joseph de Beyrouth, depuis 1975 jusqu'en 2016. En 2016 Ibrahim Najjar publie trois recueils d'articles "Écrits de droit privé français" et "Écrits de droit privé libanais", regroupant des contributions éparses publiées au Liban et à l'étranger, sélectionnées sous le titre "Un droit pour la personne".  En 2018, Najjar publie un ouvrage intitulé "Lettre à Ibrahim"; un ouvrage en arabe est publié en 2019 sous le titre "Au ministère de la justice", dans lequel une rétrospective est rendue publique. En 2020, "Le droit patrimonial de la famille" est réédité en deux volumes, avec des mises à jour importantes : "Les libéralités. Théorie générale. Testaments. Donations", et "Doit matrimonial. Successions". En 2022, est publiée une autobiographie partielle (1941-1990), en langue arabe, intitulée "Le choix et la destinée", suivie de mémoires d'avocat, sous le titre "Au palais de justice". Ces derniers ouvrages ont fait l'objet de commentaires bibliographiques de qualité: https://www.blogger.com/blog/posts/3826256147645731012?hl=en&tab=jj
Najjar est, depuis le 2 octobre 2017, vice-président de la "Commission Internationale contre la Peine de Mort" créée par l'Espagne en 2010. Il est Officier de la Légion d'honneur de la République française, Commandeur de l'Ordre espagnol d'Isabelle la Catholique, prix d'honneur de l'Université Saint-Joseph de Beyrouth, titulaire du prix "des droits de l'homme" au Liban pour l'année 2010, ainsi que de nombre de médailles et de distinctions libanaises, arabes et internationales. En 2108, une "Fondation Ibrahim Najjar pur la culture et les libertés" est officiellement créée dans le but de promouvoir le rétablissement d'un État de droit au Liban fondé sur une culture des libertés et des droits fondamentaux. Cette fondation devient progressivement un cénacle où l'échange et les rencontres entre d'éminentes personnalités abordent les questions de politique générale, de libertés, de culture et d'art dans un Liban meurtri et ravagé par la dégénérescence de ses structures. En août 2023, Najjar est chargé de présider la Commission pour le réexamen des dispositions du Code de la monnaie et du crédit, à la lumière des imperfections relevées par l'audit des activités de la Banque du Liban.